# Фемвертайзинг
Фемвертайзинг — это реклама, обращенная к женщинам и бросающая вызов существующим в обществе гендерным ролям. Основана на идеях феминизма.

## Происхождение
Термин фемвертайзинг (femvertising) происходит от английских слов female (женщины) и advertising (реклама) и дословно может быть переведен как "реклама для женщин" или "реклама о женщинах". Термин был введен в широкое употребление в 2014 году американским медиа-сообществом SheKnows, которое организовало конкурс The #Femvertising Awards. В рамках этого конкурса были отмечены рекламные сообщения, которые доносят идею о том, что женщины заслуживают большего, чем им обычно предписывают. В течение нескольких последующих лет заявки на участие подали около трёх сотен марок, брендов и рекламных агентств.

## Развитие направления
На сегодняшний день фемвертайзинг также трактуется в более широком смысле как маркетинговая и коммуникационная стратегия, используемая брендами, с помощью которой они стремятся вдохновить и расширить возможности женщин любого возраста, используя различные средства коммуникации для продвижения своих продуктов и услуг. Фемвертайзинг как стратегия противостоит давно существующей тенденции в рекламе объективации женского тела и признанным созданными рекламой женским стереотипам.
Современные общественные тенденции и все большая популярность идей феминизма обуславливает распространение фемвертайзинга, что, в свою очередь, ведет к изменению модели покупок. По словам Дхануши Сиваджи, вице-президента по издательскому бизнесу и маркетингу компании XO Group Inc., в семейных парах решение о покупках в 70–80 % случаев принимает женщина. Энди Зайcлер пишет, что если стандартная схема привлечения женщин к покупкам строилась на спасении потенциальной покупательницы от чувства незащищённости, которое предварительно создавалось самими брендами, потребительские товары для «новой женщины» с возникновением женского движения преподносились рекламой уже как путь к автономии.
Согласно исследованию SheKnows, 52% из опрошенных ими 628 американских женщин заявили, что они приобретают продукт того или иного бренда, потому что им нравится, как он изображает женщин в свои рекламных кампаниях. 46% сказал, что они также подписываются на аккаунты таких брендов в социальных сетях после того, как видят подобные рекламные сообщения. Таким образом, реклама, уважительно обращающаяся к женщинам и призывающая их почувствовать себя сильнее и смелее, нередко оказывается выгодной и для самой марки.
Законодательно использование образа женщины или мужчины в рекламных сообщениях как сексуального объекта ограничивается или запрещается во многих странах Европы, а также в Индии, Новой Зеландии и Южной Африке. В Великобритании существует неформальная организация Advertising Standards Authority, которая активно борется с намеками на любое гендерное неравенство в рекламных сообщениях.

## Принципы фемвертайзинга
Российская писательница Линор Горалик в своем блоге сформировала основные принципы, которых должны придерживаться бренды, чтобы создать настоящий фемвертайзинг:

1. Хороший фемвертайзинг ни в чем не винит женщину  —  ни в том, как она выглядит, ни в том, как она выстраивает личные отношения, ни в том, как она питается или водит машину; он вообще не про вину;
2. Хороший фемвертайзинг — про то, как продукт поддерживает женщину в том, кто она есть, а не про то, что сейчас мы ее, бедную-несчастную, переделаем и спасем (от одиночества, лишних волос, запаха под коленями  —  и так далее);
3. Хороший фемвертайзинг не сравнивает женщин с мужчинами  —  это не про то, кто „лучше“, „умнее“ или „сильнее“, это про то, что каждый живет своей жизнью  —  и хочет прожить ее достойно;
4. Хороший фемвертайзинг не сравнивает женщин с другими женщинами („Леля купила наш продукт и теперь директор, а Оля не купила и сидит как дура“)  —  он говорит только о самой о потребительнице и ее возможностях;
5. Хороший фемвертайзинг не считает какой бы то ни было образ жизни женщины „плохим“ или „неуспешным“ (дома с детьми?  —  молодец, на работе без детей?  —  молодец, в космосе с инопланетянами?  —  тоже молодец);
6. Хороший фемвертайзинг не обижает, не обвиняет, не унижает и не судит мужчин. Он вообще никого не обижает и не судит..

Центральное место в таких рекламных сообщениях занимает идея, что женщины заслуживают уважительного отношения, выходящего за грани гендерных стереотипов, а сам продукт нередко практически не относится к сюжету и появляется лишь в финале рекламного ролика.

## Примеры фемвертайзинга
В западных рекламных кампаниях
- Первопроходцем фемвертайзинга можно считать французскую компанию L’Oréal. В рекламном ролике 1973 года актриса Мередит Бакстер произнесла слоган бренда: «Ведь ты этого достойна». Это был почти революционный шаг в индустрии рекламы: говорила сама женщина, а не ее муж или отец.
- Бренд Dove в 2004 году запустил кампанию «Истинная красота», реализованную агентством  Ogilvy & Mather. Кампания оказалась очень заметной, и спустя 2 года ролик «Evolution», созданный в ее рамках, стал виральным. В 2014 году этот же бренд создал ролик «Ты красивее, чем ты думаешь», в котором рассказывается о социальном эксперименте, исследующим видение собственной красоты женщин на контрасте с тем, как ее видят другие люди. За месяц его посмотрели больше 114 млн раз.
- Бренд Always запустил рекламную кампанию #LikeAGirl, призывающую переосмыслить фразу «как девчонка». Она охватила 90 миллионов человек по всему миру и спровоцировала 12 миллиардов публикаций в соцсетях с хэштегом #likeagirl, в которых пользователи боролись с оскорбительным значением фразы[8].

В российских рекламных кампаниях
- В 2017 году российская команда бренда Nike создала фемвертайзинг, быстро набравший популярность. Ролик «Из чего же сделаны наши девчонки?» призывает отказаться от стереотипов, которые окружают женщин с самого детства. Настолько удачной попытки феминистского высказывания от крупного бренда в России еще не было.  В видео снялись олимпийская чемпионка в женском одиночном фигурном катании Аделина Сотникова, чемпионка России по тайскому боксу и борец ММА Анастасия Янькова, скейтбордистка Екатерина Шенгелия, легкоатлетка Кристина Сивкова, защитница ФК «Чертаново» Ксения Лазарева, балерина Ольга Кураева, тренер Анастасия Котельникова и актриса Ирина Горбачева. Ролик завоевал «Золотого льва» на Каннском фестивале рекламы[9].
- Неудачный пример фемвертайзинга продемонстрировала компания Reebok. Рекламная кампания #нивкакиерамки и её ключевой слоган: «Пересядь с иглы мужского одобрения на мужское лицо» вызвали недовольство огромного количества людей, хоть и была изначально задумана как феминистский манифест[10].

## Фемвертайзинг в массовой культуре
Волнения по поводу образа женщины в медиа нашли свое отражение в сфере искусства. Российская певица Manizha создала клип на песню «Мама» в рамках информационной кампании против домашнего насилия, отметив опасность неправильного восприятия основных идей фемвертайзинга:

Я очень уважаю фемвертайзинг, но при этом понимаю, насколько по-разному — и даже неправильно — он может быть воспринят. Основатель адвокатской группы Futures Without Violence Эста Солер как-то сказала: «Чтобы повлиять на проблему домашнего насилия, нужно подключать мужчин». Я знала, что этот клип я буду делать вместе с мужчиной. Вот почему это исследование, казалось бы, женской темы режиссером, который известен своими безапелляционными, брутальными работами, стало лучшим доказательством того, что, говоря о домашнем насилии, мы [рассказываем] не про феминизм, а про человечность.
— Manizha 

## Критика
Бренды, создающие фемвертайзинг, зачастую утверждают, что стремятся к повышению женского лидерства, преимуществам на рабочем месте и выступают против разрыва в оплате труда. В то же время товарный феминизм рассматривается многими людьми лишь как инструмент, используемый брендами для охвата женщин-клиентов и привлечения внимания к своему имени с помощью хайпа.Такого рода разговор о женских правах уже получил ироничное название «feel-good feminism» («позитивный феминизм»).
Американский маркетолог Кэти Мартелл говорит о «фальшивом феминизме», которым пронизан фемвертайзинг. Мартелл отмечает, что за последние два десятилетия частота использования феминистских тем в маркетинговых кампаниях резко возросла, но не из-за реальной поддержки таких идей крупными брендами, а исключительно из-за желания повысить собственную прибыль.Так, бренд Dove, принадлежащий Unilever, запускает успешные рекламные кампании в поддержку женщин, в то время как Axe, принадлежащий той же компании, использует многочисленные сексистские стереотипы в своих роликах. Аудиторская компания KPMG запускает видео-ролик о том, как женщина разбивает символический стеклянный потолок, но именно эту компанию обвиняют в гендерной дискриминации, несправедливой кадровой политике, нарушении права на декретный отпуск. На практике фемвертайзинг оказывается иллюзией прогресса. Таким образом, фемвертайзинг представляет собой коммодификацию феминизма — использование феминистских идей и сообщений только для того, чтобы в принципе продавать женщине больше товаров. По мнению маркетолога, прежде, чем продумывать рекламную кампанию с желанием удовлетворить интерес феминистических сообществ, стоит удостовериться, что сама компания поддерживает и реализует на практике принципы, отвечающие идеям таких сообществ.